# Георги Дебрели
Георги Дебрели или Българин (на гръцки: Γεώργιος Ντέμπρελης, Δέβρελης, Βούλγαρης) е гръцки революционер от български произход, участник в Гръцката война за независимост.

## Биография
Георги е роден в кайлярското село Дебрец, заради което носи прякора Дебрели. При избухването на Гръцкото въстание в 1822 година участва в Негушкото въстание. След разгрома на въстанието в Македония заминава за Южна Гърция, където участва в много сражения. След създаването на редовна армия се присъединява към нея като подофицер. Служи в армията след основаването на гръцката държава.